# Julie Harris (sastressa)
Diana Julie Harris (Londres, 26 de març de 1921 - ?, 30 de maig de 2015) coneguda com a Julie Harris, fou una sastressa anglesa.

## Biografia
Julie Harris debuta com a sastressa al cinema el 1947 i col·labora fins al 1981 en vuitanta-tres pel·lícules, sobretot britàniques (més algunes estatunidenques o coproduccions). Vesteix sobretot Deborah Kerr (a Eye of the Devil el 1966) i David Niven, i treballa en realitzacions de Ken Annakin, Bryan Forbes o Lewis Gilbert, entre d'altres.
A la televisió, contribueix a cinc telefilms en els anys 1980 i a un fulletó difós el 1991, després es retira.
En el transcurs de la seva carrera, Julie Harris obté cinc nominacions al BAFTA al millor vestuari (i en guanya un), així com una nominació a l'Oscar al millor vestuari (que guanya).

## Filmografia

### Cinema (selecció)
Films britànics, excepte menció contrària o complementària
| - 1947 Holiday Camp de Ken Annakin - 1948 Broken Journey de Ken Annakin i Michael C. Chorton - 1948 Good-Time Girl de David MacDonald - 1949 Once upon a Dream de Ralph Thomas - 1950 Highly Dangerous de Roy Ward Baker - 1950 The Clouded Yellow de Ralph Thomas - 1951 Mister Drake's Duck de Val Guest - 1951 Hotel Sahara de Ken Annakin - 1951 Another Man's Poison d'Irving Rapper - 1952 Made in Heaven de John Paddy Carstairs - 1952 So Little Time de Compton Bennett - 1953 Paracaigudistes (The Red Beret) de Terence Young - 1953 The Net d'Anthony Asquith - 1953 Desperate Moment de Compton Bennett - 1954 You know what Sailors are de Ken Annakin - 1954 Hell below Zero de Mark Robson - 1954 The Seekers de Ken Annakin - 1955 The Prisoner de Peter Glenville - 1955 Value for Money de Ken Annakin - 1955 Cast a Dark Shadow de Lewis Gilbert - 1955 Simon and Laura de Muriel Box - 1956 It's a Wonderful World de Val Guest - 1956 House of Secrets de Guy Green - 1956 Reach for the Sky de Lewis Gilbert - 1957 La història d'Esther Costello (The Story of Esther Costello) de David Miller - 1957 Seven Thunders d'Hugo Fregonese - 1958 The Sheriff of Fractured Jaw de Raoul Walsh (film estatunidenco-britànic) - 1958 The Gypsy and the Gentleman de Joseph Losey - 1958 The Big Money de John Paddy Carstairs - 1959 Whirpool de Lewis Allen - 1959 Sapphire de Basil Dearden - 1959 The Rough and the Smooth de Robert Siodmak | - 1959 Northwest Frontier de J. Lee Thompson - 1960 Swiss Family Robinson de Ken Annakin (film estatunidenc) - 1961 Pèrdua d'innocència (The Greengage Summer) de Lewis Gilbert - 1961 The Naked Edge de Michael Anderson (film estatunidenco-britànic) - 1962 All Night Long de Basil Dearden - 1963 The Fast Lady de Ken Annakin - 1964 A Hard Day's Night de Richard Lester - 1964 The Chalk Garden de Ronald Neame - 1965 Darling de John Schlesinger - 1965 Help! de Richard Lester - 1966 Eye of Devil de J. Lee Thompson - 1966 The Wrong Box de Bryan Forbes - 1967 Casino Royale de Val Guest, John Huston & al. (film estatunidenco-britànic) - 1967 The Whisperers de Bryan Forbes - 1968 Prudence and the Pill de Fielder Cook i Ronald Neame - 1968 Deadfall de Bryan Forbes - 1969 Goodbye, Mr. Chips de Herbert Ross (film estatunidenc) - 1970 La vida privada de Sherlock Holmes (The Private Life of Sherlock Holmes) de Billy Wilder - 1972 Frenesí (Frenzy) d'Alfred Hitchcock - 1972 Follow Me ! de Carol Reed - 1973 Viu i deixa morir (Live and Let Die) de Guy Hamilton - 1975 Rollerball de Norman Jewison (film estatunidenc) - 1975 La terra oblidada pel temps (The Land that Time Forgot) de Kevin Connor (film estatunidenco-britànic) - 1976 The Slipper and the Rose: The Story of Cinderella de Bryan Forbes - 1977 Candleshoe de Norman Tokar - 1978 The Sailor's Return de Jack Gold - 1979 Dracula de John Badham (film estatunidenco-britànic) - 1979 Lost and Found de Melvin Frank - 1981 The Great Muppet Caper de Jim Henson |

### Televisió
Telefilms, excepte menció contrària
- 1983 The Sign of Four de Desmond Davis
- 1983 The Kingfisher de James Cellan Jones
- 1983 The Hound of the Baskervilles de Douglas Hickox
- 1984 Arch of Triump de Waris Hussein
- 1987 A Hazard of Hearts de John Hough
- 1991 A Perfect Hero, fulletó de James Cellan Jones

## Premis i nominacions
- BAFTA al millor vestuari :
  - El 1965, Categoria blanc i negre, per Psyche 59 (nominació) ;
  - El 1966, Categoria color, per Help! (nominació) ;
  - El 1967, Categoria color, per The Wrong Box (guanyat) ;
  - El 1968, Categoria color, per Casino Royale (nominació) ;
  - El 1977, per The Slipper and the Rose (nominació).
- Oscar al millor vestuari a la 38a cerimònia dels Oscars 1966, Categoria blanc i negre, per Darling (guanyat).